# Tachina intermixta
Tachina intermixta là một loài ruồi trong họ Tachinidae.